# サッカーイギリス領ヴァージン諸島女子代表
サッカーイギリス領ヴァージン諸島女子代表（サッカーイギリスりょうヴァージンしょとうじょしだいひょう）は、イギリス領ヴァージン諸島サッカー協会(英語: British Virgin Islands Football Association, 略称：BVIFA)によって編成されるイギリス領ヴァージン諸島の女子サッカーナショナルチームである。北中米カリブ海サッカー連盟(CONCACAF)に所属している。2000年に代表チームが結成された。
女子ワールドカップ、オリンピックともに出場はない。

## ワールドカップの成績
| 開催国 / 年 | 成績     | 試       | 勝       | 分       | 負       | 得       | 失       |
| ----------- | -------- | -------- | -------- | -------- | -------- | -------- | -------- |
| 1991        | 不参加   | 不参加   | 不参加   | 不参加   | 不参加   | 不参加   | 不参加   |
| 1995        | 不参加   | 不参加   | 不参加   | 不参加   | 不参加   | 不参加   | 不参加   |
| 1999        | 不参加   | 不参加   | 不参加   | 不参加   | 不参加   | 不参加   | 不参加   |
| 2003        | 不参加   | 不参加   | 不参加   | 不参加   | 不参加   | 不参加   | 不参加   |
| 2007        | 予選敗退 | 予選敗退 | 予選敗退 | 予選敗退 | 予選敗退 | 予選敗退 | 予選敗退 |
| 2011        | 不参加   | 不参加   | 不参加   | 不参加   | 不参加   | 不参加   | 不参加   |
| 2015        | 不参加   | 不参加   | 不参加   | 不参加   | 不参加   | 不参加   | 不参加   |
| 2019        | 不参加   | 不参加   | 不参加   | 不参加   | 不参加   | 不参加   | 不参加   |
| 2023        | 予選敗退 | 予選敗退 | 予選敗退 | 予選敗退 | 予選敗退 | 予選敗退 | 予選敗退 |
| 合計        | 出場0回  | -        | -        | -        | -        | -        | -        |

## オリンピックの成績
- 1996 - 不参加
- 2000 - 不参加
- 2004 - 不参加
- 2008 - 予選敗退
- 2012 - 不参加

## CONCACAF女子ゴールドカップの成績
- 1991 - 不参加
- 1993 - 不参加
- 1994 - 不参加
- 1998 - 不参加
- 2000 - 不参加
- 2002 - 不参加
- 2006 - 予選敗退
- 2010 - 不参加

## FIFAランキング
- 初登場 - 144位(2007年12月)
- 最高順位 - 92位(2009年12月)
- 最低順位 - 144位(2007年12月)